# 淺倉樹樹
淺倉樹樹（2000年9月3日—），千葉縣出身，隸屬於演藝經紀公司UP-FRONT AGENCY旗下，2014年10月加入Hello! Pro研修生(第22期)，2016年8月13日正式加入山茶花工廠，隔年2月22日推出3A單曲「初戀日出 / Just Try! / 美麗的山茶花」正式出道。

## 個人簡歷
2013年
- 參加＜モーニング娘。12期メンバー「未来少女」オーディション＞甄選落選。

2014年
- 3月-8月，參加＜モーニング娘。'14 ＜黄金(ゴールデン)＞オーディション＞甄選，晉級至合宿審查後落選。
- 10月25日，成為Hello! Pro研修生。

2017年
- 2月22日，以山茶花工廠成員的身分推出3A單曲「初戀日出 / Just Try! / 美麗的山茶花」正式出道。
- 6月5日，因椎間盤突出傷勢嚴重而被迫在自家休養了一段時日。

2019年
- 5月8日，椎間盤突出舊傷復發而再度暫停活動長達好幾個月。
- 5月27日，推出第一本個人寫真集『つばきファクトリー 浅倉樹々』。

2021年
- 4月26日，推出第二本個人寫真集『海の見える街』。

2023年
- 4月2日，舉辦畢業演唱會，正是從山茶花工廠畢業。

2025年
- 3月31日，退出演藝圈。[1]

## 外部連結
- つばきファクトリーHello!Project （页面存档备份，存于）
- つばきファクトリーTwitter （页面存档备份，存于）
- つばきファクトリーAmeblo （页面存档备份，存于）
- つばきファクトリーYouTube （页面存档备份，存于）
- 官網個人檔案 （页面存档备份，存于）

1. ↑  . 浅倉樹々オフィシャルブログ「キキポスト」. 2025-04-01  [2025-04-01]. （原始内容存档于2025-05-10）.